# Castelbellino
Castelbellino är en ort och kommun i provinsen Ancona i regionen Marche i Italien. Kommunen hade 5 044 invånare (2018).